# Піастро Анатолій Михайлович
Анато́лій Миха́йлович Піа́стро (* 1942) — спеціаліст в холодній обробці металів, лауреат Державної премії України в галузі науки і техніки.

## З життєпису
Станом на 1992 рік — заступник головного технолога, «Турбоатом».
Лауреат Державної премії України 1992 року — «За розробку наукових основ газодинамічного удосконалення та створення високоекономічних і надійних проточних частин парових турбін потужністю 200—1000 МВт». Співавтори — Бабаджанян Микола Артемович, Бойко Анатолій Володимирович, Вірченко Михайло Антонович, Галацан Віктор Миколайович, Гаркуша Анатолій Вікторович, Гнесін Віталій Ісайович.